# ヴァンダリズム

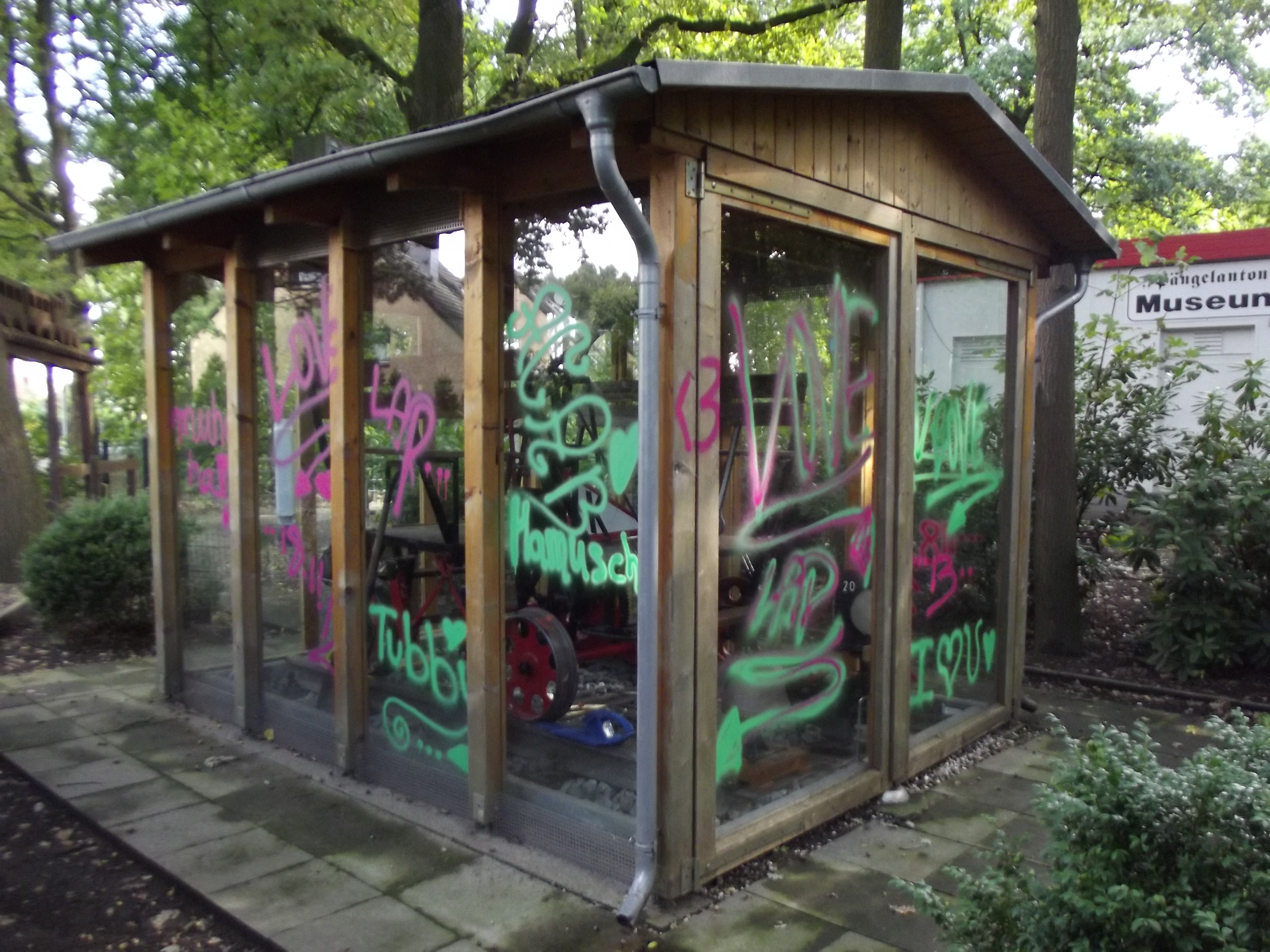
カラースプレーで落書きされた屋外展示ケース、ドイツ・ミュンスターの鉄道展示館にて

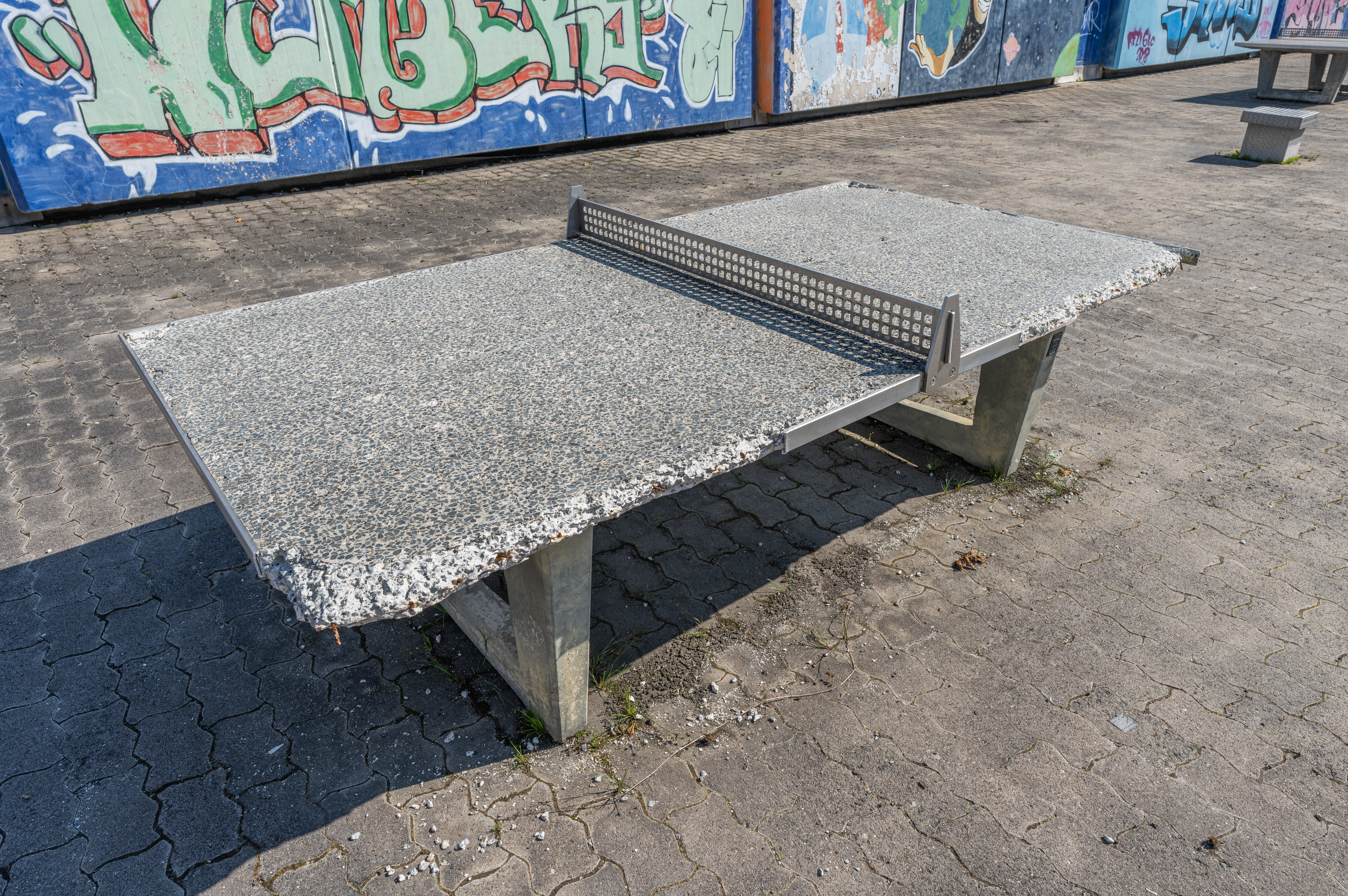
破損した卓球台

ヴァンダリズム（英: vandalism）とは、故意に他人の所有物を破壊や損傷、または落書きする行為のこと。

## 語源
西ローマ帝国を侵略し、ローマ市を略奪したゲルマン系のヴァンダル族にちなんで名づけられた。北アフリカに侵攻してヴァンダル王国を築いたヴァンダル族は、455年にガイセリック王に率いられてイタリアに上陸、ローマを破壊した（455年のローマ略奪）。
ルネサンスから啓蒙主義の時代にかけてローマは理想化されたが、そのローマを破壊したヴァンダル族やゴート族は文明に対する破壊者として負のイメージを持たされるようになった。英国の詩人ジョン・ドライデンは1694年にヴァンダルやゴートによる破壊を描いた『Till Goths, and Vandals, a rude Northern race, Did all the matchless Monuments deface』を書いている。
「ヴァンダリズム」という語は、1794年に、ブロワの司祭アンリ・グレゴワール（Henri Grégoire）が初めて使用した。フランス革命に続く恐怖政治の時代にパリのノートルダム大聖堂を始めとする多数の宗教芸術や建築物が破壊されたが、これをグレゴワールはヴァンダル族の野蛮な破壊になぞらえて「ヴァンダリズム」と呼び、芸術や建築の保護を訴えた。この用語はヨーロッパに広がった一方で、ヴァンダル族が破壊を好む野蛮な集団であるという偏見を助長することになった。

## 過激主義によるヴァンダリズム

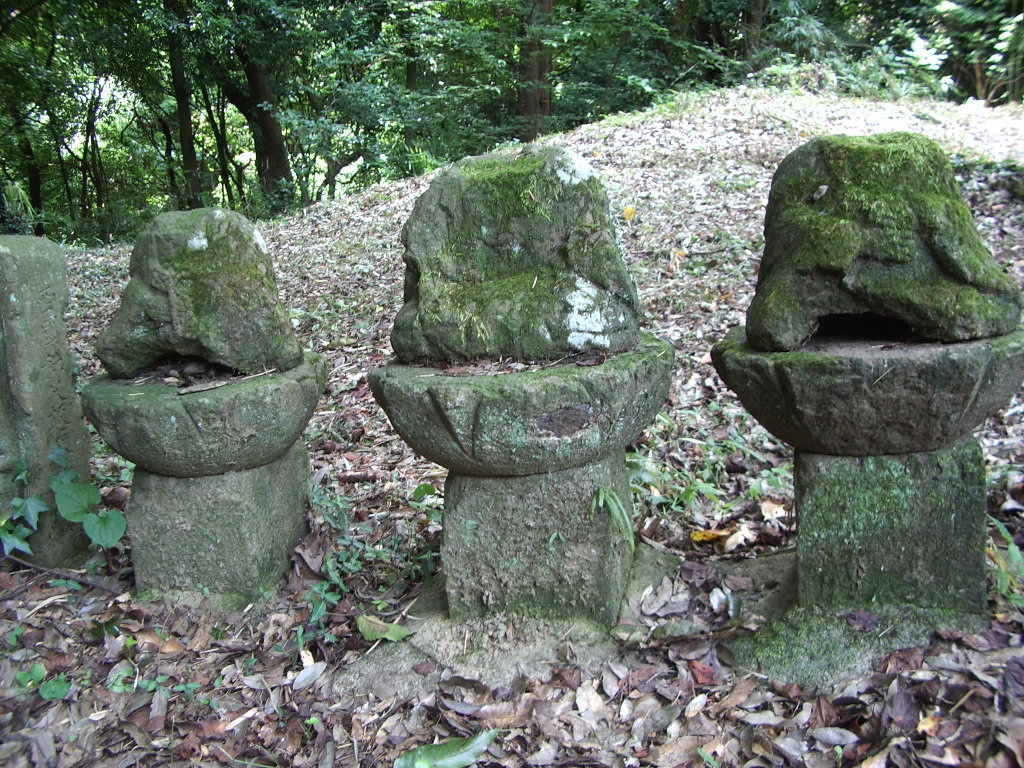
廃仏毀釈によって破壊された石仏

略奪や悪ふざけではなく、思想上の目的を持って行われるヴァンダリズムもある。この種のヴァンダリズムとしては、文化浄化を目的とするものが多い。イコノクラスムやイスラム教徒による偶像破壊運動、フランス革命期における非キリスト教化運動、キリスト教宣教師などによる現地住民の文化破壊運動、共産主義による破壊運動（救世主ハリストス大聖堂や紅衛兵等）、ターリバーンによるバーミヤン石仏の爆破、ISIL（イスラミック・ステート）によるパルミラの破壊、ユダヤ教徒・またはナショナリストユダヤ人過激派による教会や（元）モスクに対するヴァンダリズムなど、古今東西で多くの例が挙げられる。
現代では美術品を狙ったものが増加傾向にある。2022年5月にパリのルーヴル美術館で、レオナルド・ダ・ヴィンチの絵画『モナ・リザ』にケーキを投げつける事件が発生。同年10月にはロンドンのナショナル・ギャラリーでゴッホの絵画『ひまわり』にトマトスープを投げつける事件、ドイツのポツダムにあるバルベリーニ美術館でクロード・モネの絵画『積みわら』にマッシュポテトを投げつける事件、オランダのマウリッツハイス美術館でフェルメールの『真珠の耳飾りの少女』に同様の行為、さらに11月にはウィーンのレオポルド美術館でグスタフ・クリムトの『死と生』に油性の黒い液体をかける事件が立て続けに発生した。
日本での事例は明治時代に神仏分離令を発端とした廃仏毀釈、近年では寺社連続油被害事件や原爆慰霊碑破損事件などがある。

## 手法別の解説

### 破壊
歴史上のヴァンダリズムで代表的な例は、城郭や神殿などの歴史遺産を破壊する運動である。

### 落書き

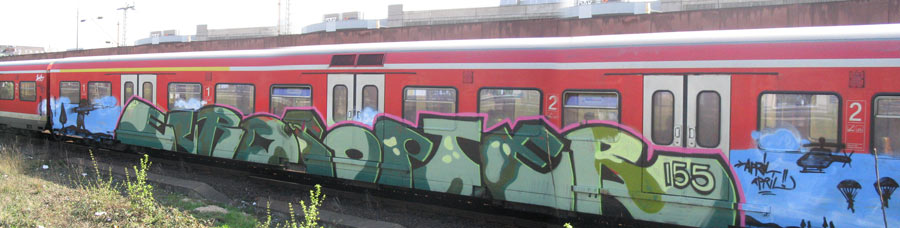
派手に落書きされたドイツ・ベルリンの客車

最も頻繁に発生するヴァンダリズムは、記念碑や建築物の壁、鉄道車両などにペンキをかけたり落書きを行う行為である。公園の施設を破壊する行為も少なくない。
ヴァンダリズムは深刻な社会問題となっている。落書きや破壊行為の標的となるのは公共物（自動車道の橋脚やフェンス、堤防）、空き家、廃店舗、廃施設の壁やシャッターなどで、こういった落書きの蔓延は自治体、地域の風紀、治安の乱れを象徴するものと見なされることが多く、美化のために落書きの消磨に税金を投入することもある。
2008年6月、大阪ミナミのアメリカ村などで（2007年ごろ）落書きをして回っていた男性に有罪判決が下った。また、同じ月にオーストラリアのMaster of Crimeという集団がヴァンダリズムを目的として日本入国を図ったところを、東京入国管理局が阻止する事態があった。
2008年9月 - 10月に日本全国で電車に落書きをして回っていたスロバキアの美術家とハンガリーの大学生は器物破損容疑で送検された。被害にあった東急電鉄は損害賠償請求の検討を始めている（2008年11月現在において）。
日本においては証拠保全や治安悪化を防ぐために、該当する列車や編成の運用を見合わせるが、諸外国では落書きをされた列車が走行していることは珍しくない。
一方、イギリスの芸術家バンクシーのように、ヴァンダリズムが芸術として行われる事例もある。

### 廃棄
1956年に完成し旧東京都庁舎に壁画として設置され、「国際建築絵画大賞」を受賞した岡本太郎作の陶板レリーフが、新都庁舎移転に伴い都側の管理からの状態が悪かったことを理由に取り壊すことになり、保存を申し出た美術評論家がいたにもかかわらず取り外しと移転のための期間が建築スケジュールや費用と合わないことを理由に、レプリカの作成を依頼した上で1991年に廃棄された。
2018年、東京大学本郷キャンパス中央食堂に設置されていた宇佐美圭司の壁画が、新中央食堂新設にあたって東京大学消費生活協同組合によって廃棄処分されていたことが明らかになっている。

## 各国における法的地位

### 日本
日本では器物損壊罪として処罰の対象となる。